# 新潟県道214号城内焼野線
新潟県道214号城内焼野線（にいがたけんどう214ごう じょうないやけのせん）は、新潟県南魚沼市から同県十日町市に至る一般県道である。

## 概要
八海山スキー場を始点とし、魚沼盆地を横断し十日町市焼野へ至る路線である。山口集落から魚沼丘陵駅までの間はセンターラインが引いてあり歩道が整備済みであるが、始点の八海山スキー場付近と野田以西の魚沼丘陵を越える山岳区間ではセンターラインが無くカーブの多い所謂険道となる。

### 路線データ
- 起点：新潟県南魚沼市山口字八海山

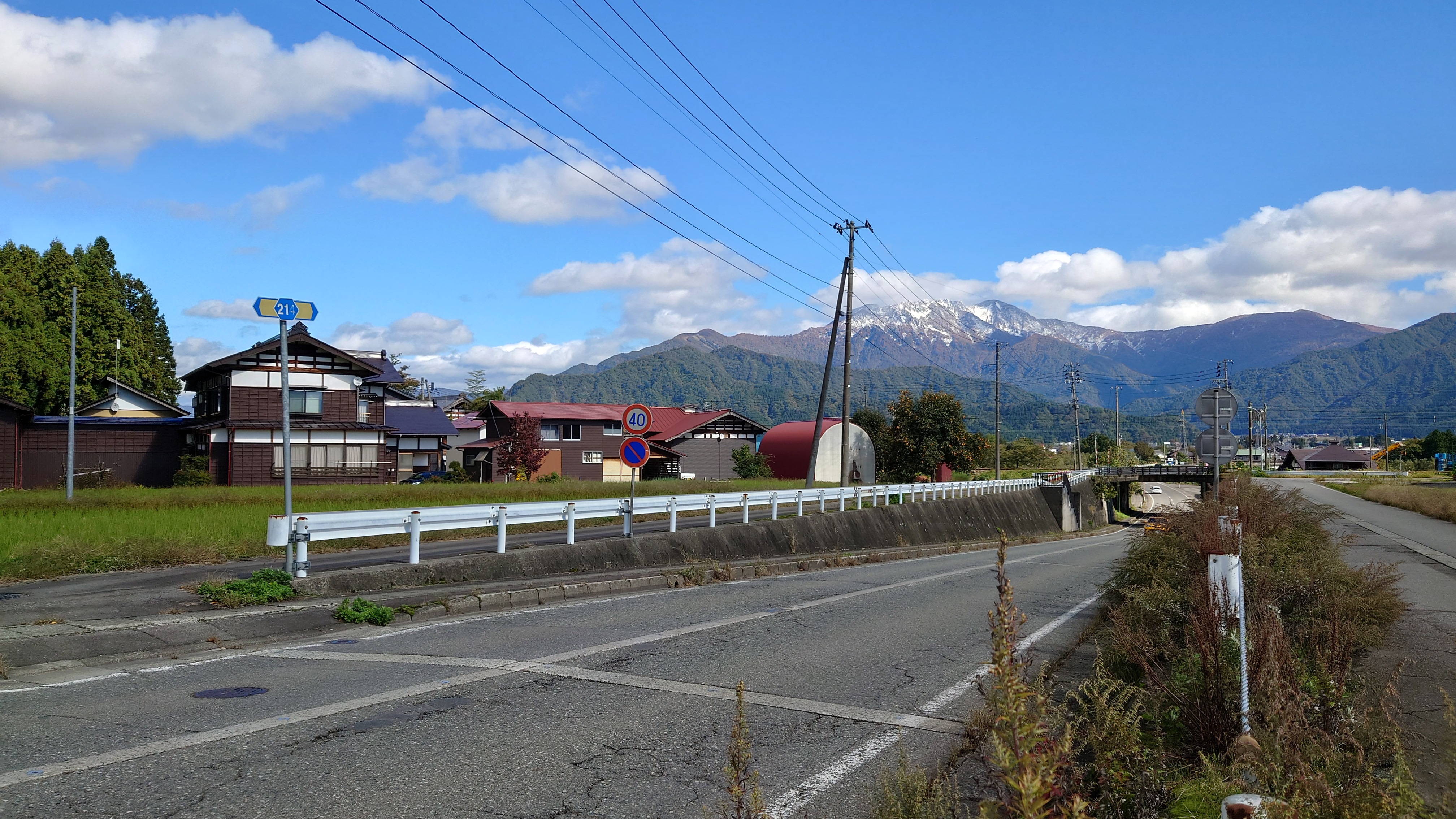
上越線アンダーパスより城内方面を望む

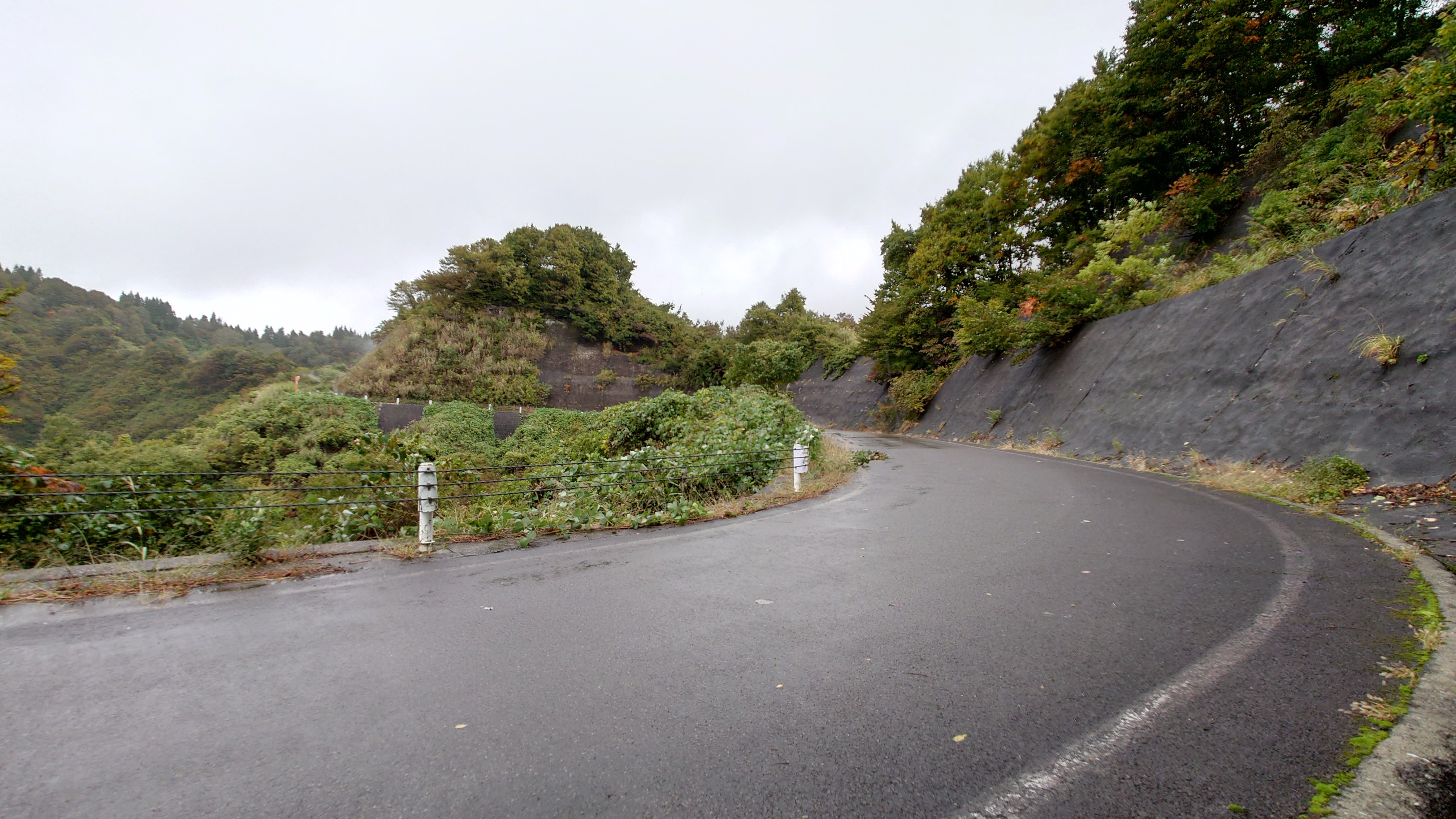
山間部焼野方面を望む

- 終点：新潟県十日町市中条字地獄沢戊（国道252号・新潟県道59号大和焼野線交点）

## 通過する自治体
- 新潟県
  - 南魚沼市 - 十日町市

## 接続する道路
- （起点：南魚沼市山口字八海山、「六日町八海山スキー場」南）
- 新潟県道479号岡新堀新田線（南魚沼市岡外七子）
- 新潟県道28号塩沢大和線（上原交差点）
- 国道291号（下原交差点）
- 新潟県道364号一村尾六日町線（南魚沼市青木新田）
- 国道17号（四十日新道交差点）
- 新潟県道521号欠ノ上五日町線（南魚沼市四十日 - 南魚沼市野田で重複）
- 新潟県道388号西枯木又堀之内線（十日町市中条字屋敷田丁）
- 新潟県道559号新座八箇線（十日町市新座字元屋敷下乙）
- 新潟県道59号大和焼野線（十日町市中条戊 - 十日町市中条字地獄沢戊（終点）で重複）
- 国道252号（終点：十日町市中条字地獄沢戊、「十日町市立飛渡第一小学校」北）

## 周辺
- 北越急行ほくほく線 魚沼丘陵駅
- 関越自動車道 六日町IC
- 南魚沼市立城内診療所 - ウェイバックマシン（2005年4月5日アーカイブ分）
- 南魚沼市立八海中学校
- 南魚沼市立城内小学校
- 南魚沼市立大巻小学校
- 十日町市立飛渡第一小学校
- JAみなみ魚沼 城内支店
- 城内郵便局
- 四十日簡易郵便局
- ファミリーマート Aコープ城内店
- 魚野川
- 八海山
- 八海山ロープウェー
- 六日町八海山スキー場
- 管領塚史跡公園（関東管領の職にあった上杉顕定の墓）

## その他
- 路線名の「城内」・「焼野」は、起点・終点付近の旧自治体名および集落名（新潟県南魚沼郡城内村、同県中魚沼郡中条村大字焼野[1]）に由来する。
- 春川元七氏が私費を投じて作ったことから、地元では春川新道と呼ばれている。